# Cyclaulacidea hunteri
Cyclaulacidea hunteri är en stekelart som beskrevs av Leathers 2005. Cyclaulacidea hunteri ingår i släktet Cyclaulacidea och familjen bracksteklar. Inga underarter finns listade i Catalogue of Life.